# Wehrkirche Walting

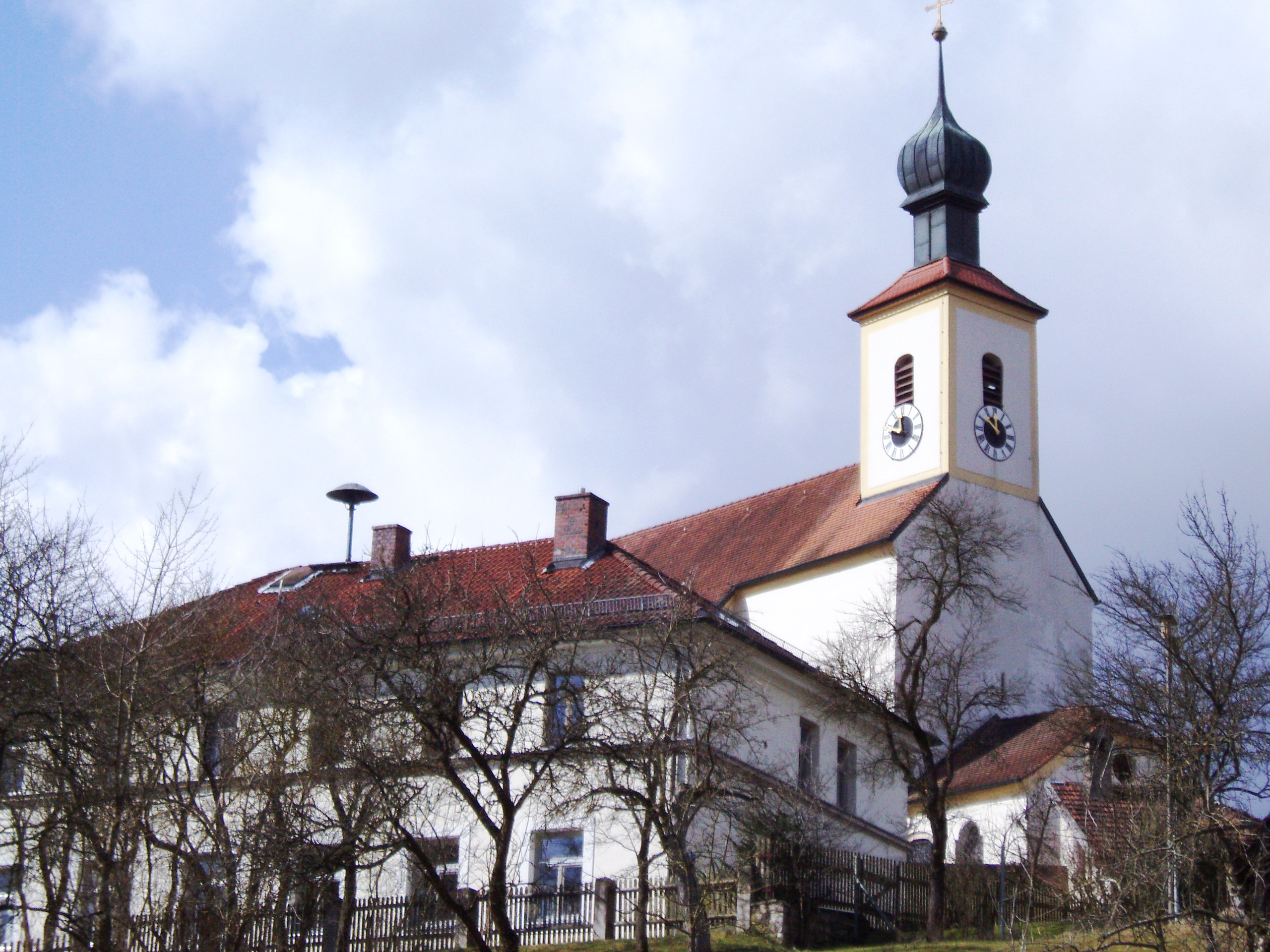
Pfarrkirche St. Johann Evangelist Walting

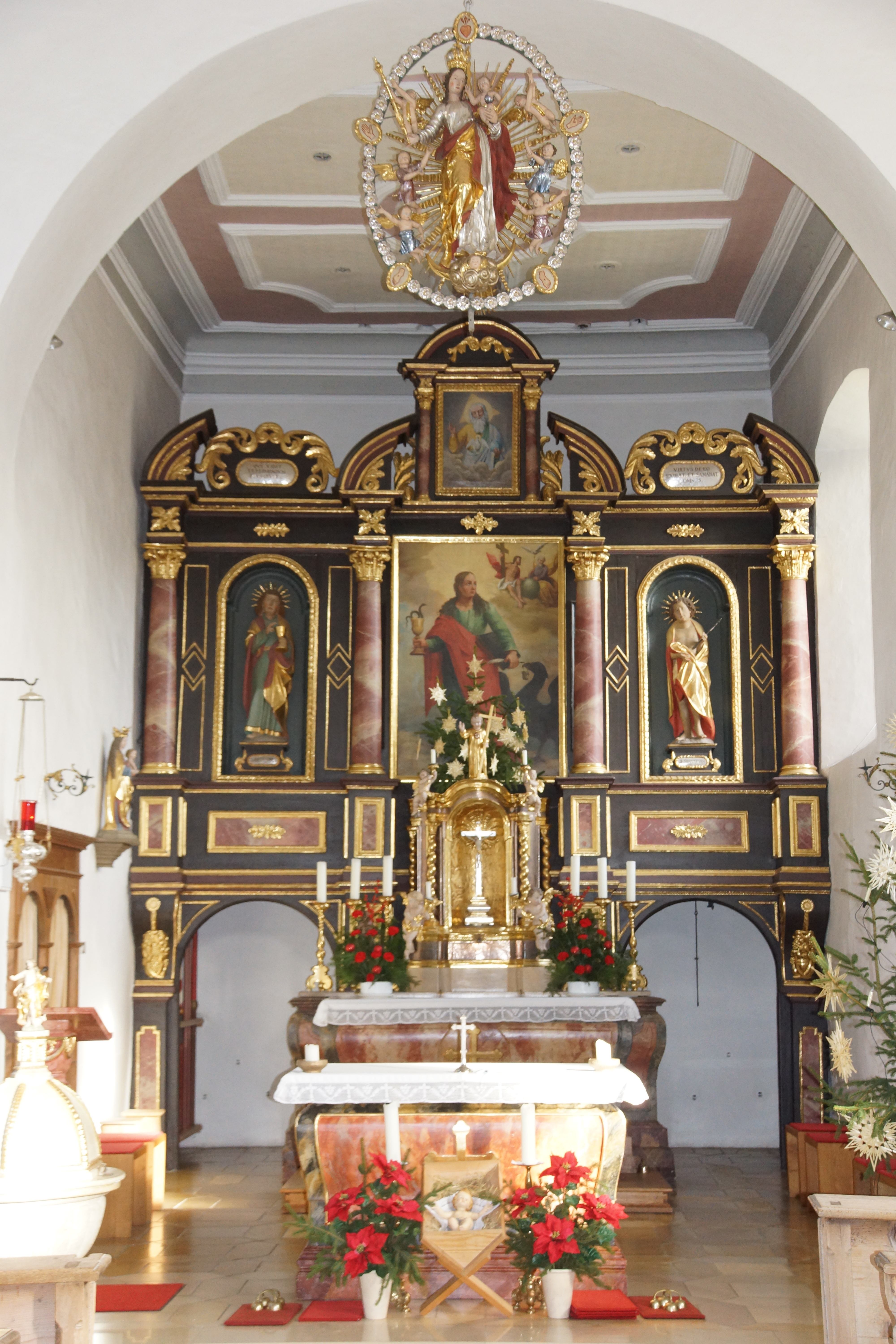
Inneres von St. Johann Evangelist Walting

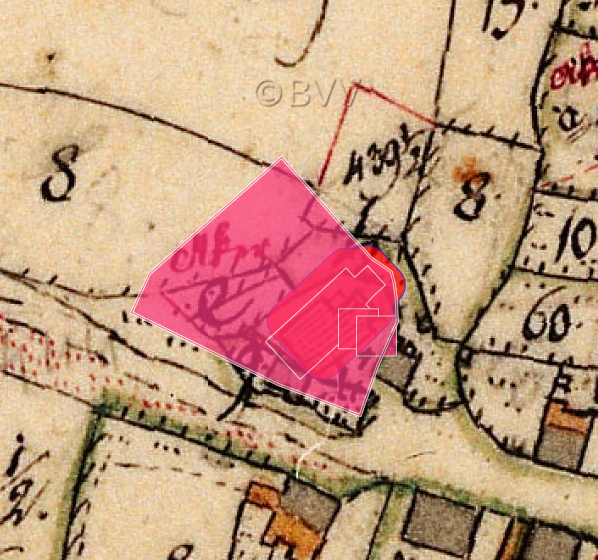
Lageplan von Wehrkirche Walting auf dem Urkataster von Bayern

Die  römisch-katholische Pfarrkirche St. Johann Evangelist ist eine ehemalige Wehrkirche in Walting im oberbayerischen Landkreis Eichstätt. Die Anlage ist unter der Aktennummer D-1-76-114-121 als Baudenkmal verzeichnet. „Untertägige mittelalterliche und frühneuzeitliche Teile im Bereich der Kath. Pfarrkirche St. Johannes Ev. in Walting“ werden zudem als Bodendenkmal unter der Aktennummer D-1-7033-0135 geführt.

## Beschreibung
Die Kirche war ursprünglich eine Wehrkirche mit Friedhofsbefestigung mit Torturm und Gaden. Nach der Denkmalliste umfasst der Komplex die ehemals befestigte romanische Chorturmanlage, wobei Langhaus und Turmaufsatz 1723 neu errichtet wurden. Die Verlängerung des Langhauses nach Westen erfolgte 1923/24. Der ummauerte ehemals befestigte Friedhof ist mittelalterlich, Reste des Berings in originaler Höhe befinden sich an der Nordostseite. Erwähnenswert sind der Rokoko-Grabstein Wenzl sowie eine Reihe von Grabsteinen des Rokoko und Klassizismus vor der Südwand der Kirche.
Zur Ausstattung der Kirche zählen ein Hochaltar aus dem Ende des 17. Jahrhunderts und mehrere gotische Plastiken.

## Pfarrgemeinde
Zu Pfarrei Walting zählen die Filialen St. Leonhard (Walting),  St. Martin (Inching), St. Erhard (Rieshofen), St. Antonius (Rapperszell) und die Bruder-Klaus-Kapelle in Inching. Die Pfarrei zählt zum Pfarrverband Maria u. Johannes u. d. Kreuz mit Sitz in Walting, der auch die Pfarreien Gungolding und Schambach angehören.